# Маево (станция)
Ма́ево — железнодорожная станция на линии Москва — Рига.

## Движение
Ранее от ст. Маево можно было добраться до Москвы (прицепной вагон Себеж — Москва к поезду № 661 В. Луки — Москва), Великих Лук, Себежа (пригородный поезд В. Луки — Себеж — В. Луки, дважды в день), в летний период до Санкт-Петербурга (прицепной вагон Себеж — Санкт-Петербург к поезду № 677 В. Луки — СПб). Сейчас всё пассажирское и пригородное сообщение по станции отменено.
Через станцию ежедневно проходит скорый фирменный поезд № 1/2 Москва — Рига — Москва «Латвия-Экспресс», однако остановка на станции не производится. Ближайшие станции, где останавливается этот поезд: Пустошка, Себеж и Великие Луки. В 2015-2016 годах скорый поезд №2 Рига — Москва делал 7-ми минутную техническую остановку для скрещения с поездом №1 Москва — Рига. На сегодняшний день скрещение данных поездов производиться на станции Выдумка (в 14-ти километрах восточнее).